# Loðinn leppur
Loðinn leppur (en noruego: Loden Lepp m. 1288) fue un miembro del hird real y diplomático de la corona de Noruega. En 1280 acompañó a Jón Einarsson a Islandia para presentar el nuevo códice de leyes Jónsbók que Magnus VI de Noruega hacía solicitado, pero como el monarca había muerto ese mismo año estuvo representando los intereses de su hijo Eirík. Los islandeses tuvieron la oportunidad de estudiar las nuevas leyes pero expresaron muchos reparos por la dureza de los castigos y sobre todo el absolutismo que mostraba la figura real. En aquel entonces la autoridad de la iglesia y del obispo Árni Þorláksson era muy débil y los caudillos islandeses decidieron no aprobar el códice en el Althing de 1281 hasta que fuese modificado. Loðinn leppur reaccionó con virulencia, expresando una postura afín a los deseos de la corona, manifestando que el Althing no tenía jurisdicción sobre la voluntad del rey y exigiendo la aprobación de Jónsbók en su totalidad pero les concedía, no obstante, la oportunidad de aportar sus opiniones y solicitar cambios con posterioridad. El obispo Árni y los caudillos islandeses se negaron y manifestaron que no podían aceptar ese tipo de trato «sin perder la libertad del país [Islandia]».
Posteriormente Loðinn leppur cambió la táctica intentando romper la solidaridad de la comunidad islandesa, criticando entre otras cosas el diezmo que aportaban los bændr y acusando a la iglesia de usura, con la consecuente protesta del obispado. Al final se llegó a un compromiso a excepción de algunos capítulos que se requería la intervención del rey y del arzobispo de Nidaros para su modificación. No se sabe a ciencia cierta cuantas tentativas de cambio hubo, pero se conocen compensaciones otorgadas a los islandeses en décadas posteriores. 
Loðinn leppur fue un consumado diplomático y viajó por toda Europa representando a la corte de Haakon IV y su hijo Magnus VI. Acompañó a Cristina de Noruega a España tras concertar su padre Haakon el matrimonio con el infante Felipe de Castilla en 1258 para, posteriormente, ser enviado real en Túnez y Egipto, siendo un embajador muy popular.
En Islandia ya estaba enfermo y murió pocos años después, en 1288. Actualmente, a menudo se recurre a su figura cuando se habla de extranjeros que interfieren en los problemas locales de Islandia de forma prepotente o cuando se intenta obligarles a aceptar algo desfavorable.